# Gara Obor
Gara Obor, numită și Gara de Est, este o gară din municipiul București, care funcționează atât pentru transport de călători cât și pentru mărfuri. Este situată în nord-estul orașului, în zona Obor-Iancului, nu foarte departe de piața Obor (dar neconectată direct de aceasta). Din și spre centrul orașului accesul se poate realiza cu liniile de troleibuz 69 și 85  (ultima asigură legătura cu Gara de Nord).
Gara Obor a fost inaugurată în 1903, fiind realizată în stil neoromânesc. 
Ca gară de călători, oferă legături spre sud-estul țării, cu precădere trenuri regio spre Fetești, București Nord și Constanța. Până în 2015 au fost legaturi și spre Călărași Sud.

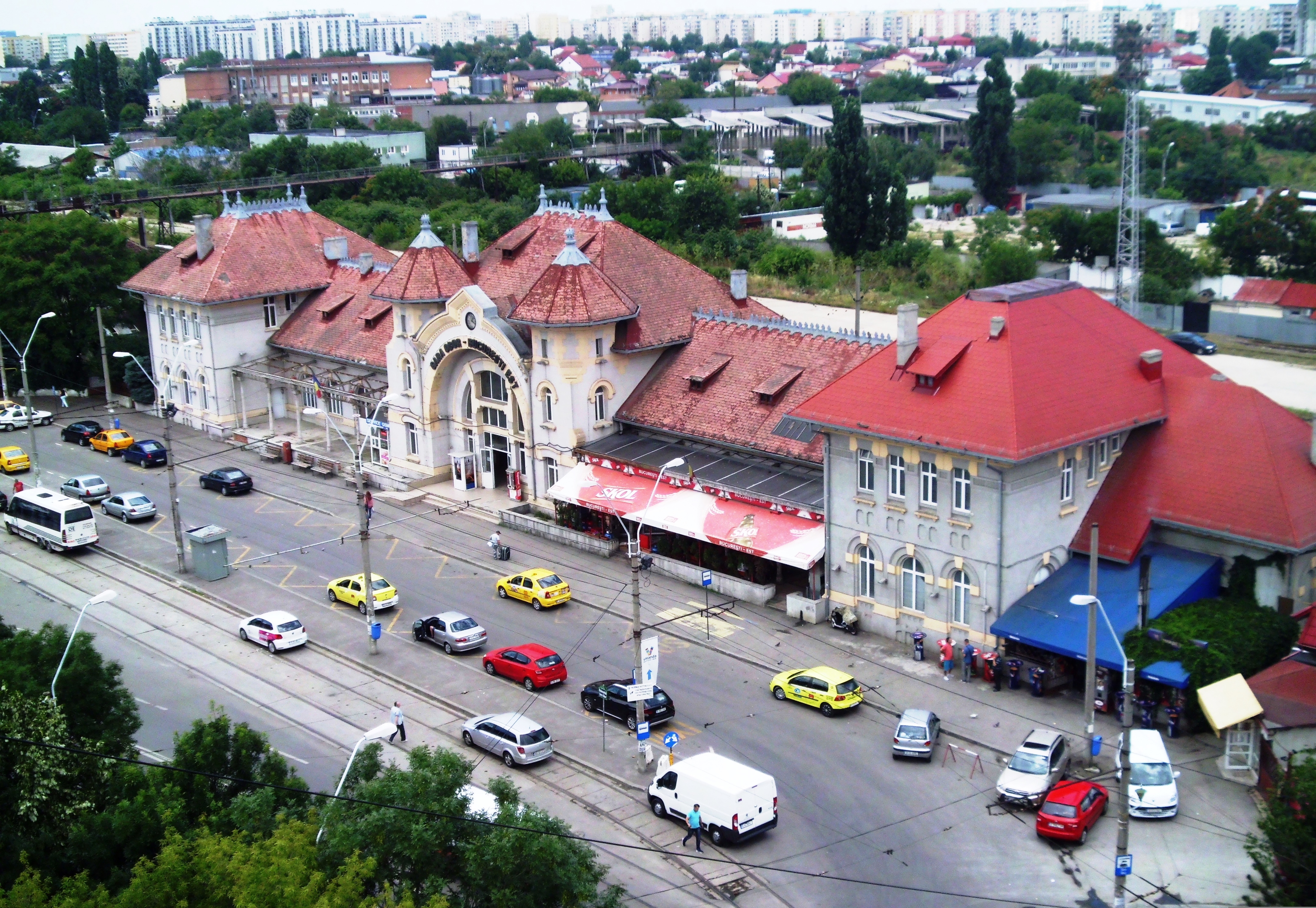
A fost inregistrata ca monument istoric dar la renovare s-au schimbat elementele de tocarie din stejar cu ... termopane PVC

Clădirea este monument istoric, având codul  B-II-m-B-18801.

## Istorie
În trecut, Gara Obor a fost legată direct de Gara Băneasa printr-o cale ferată ce străbătea cartierele Colentina și Tei. De asemenea, o altă cale ferată ce pornea din Gara Obor traversa șoseaua Pantelimon și apoi continua în zona Vergului, până la gara Titan Sud, care mai există și astăzi.

## Galerie de imagini

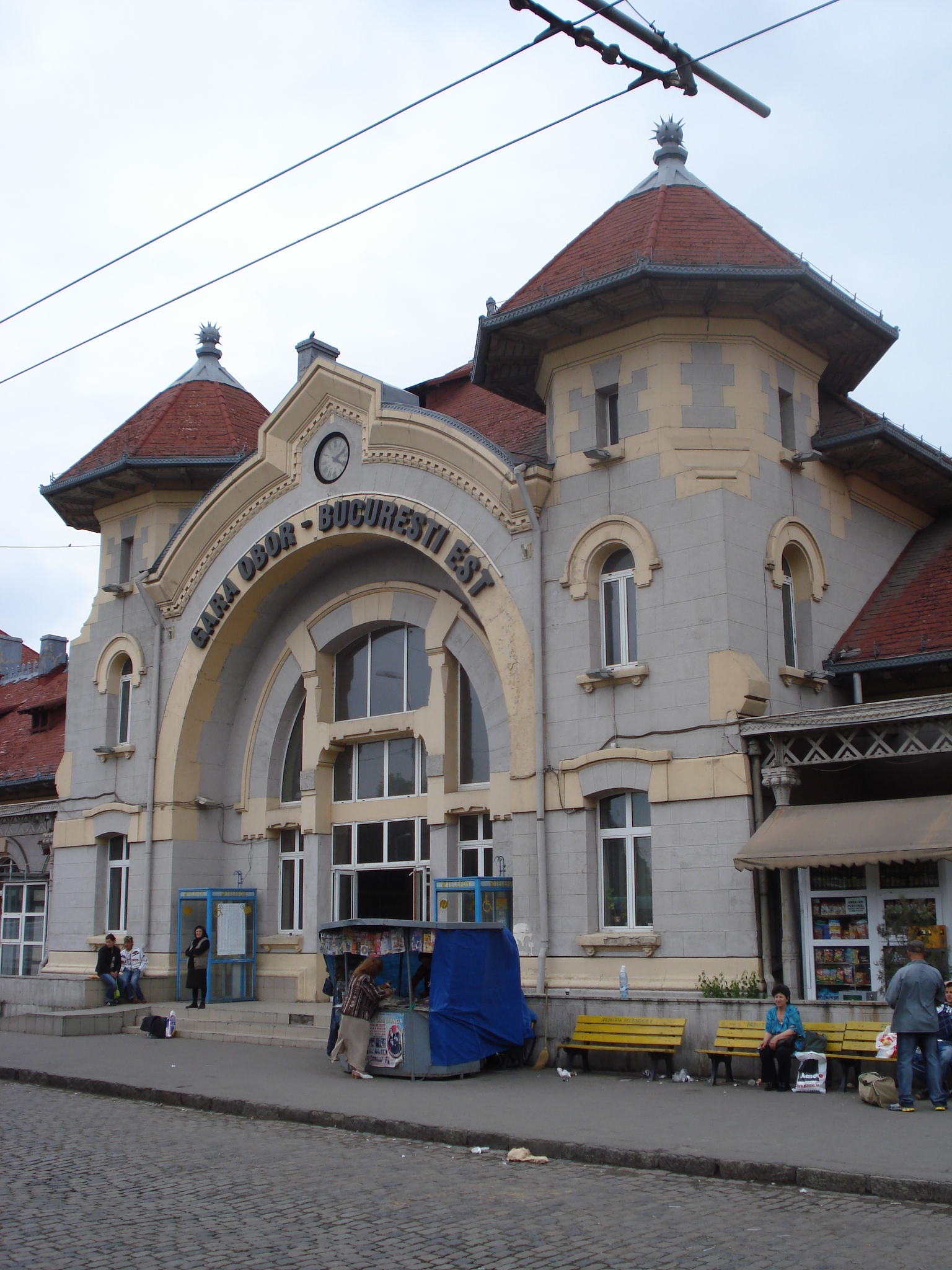
Gara Obor, intrarea principală
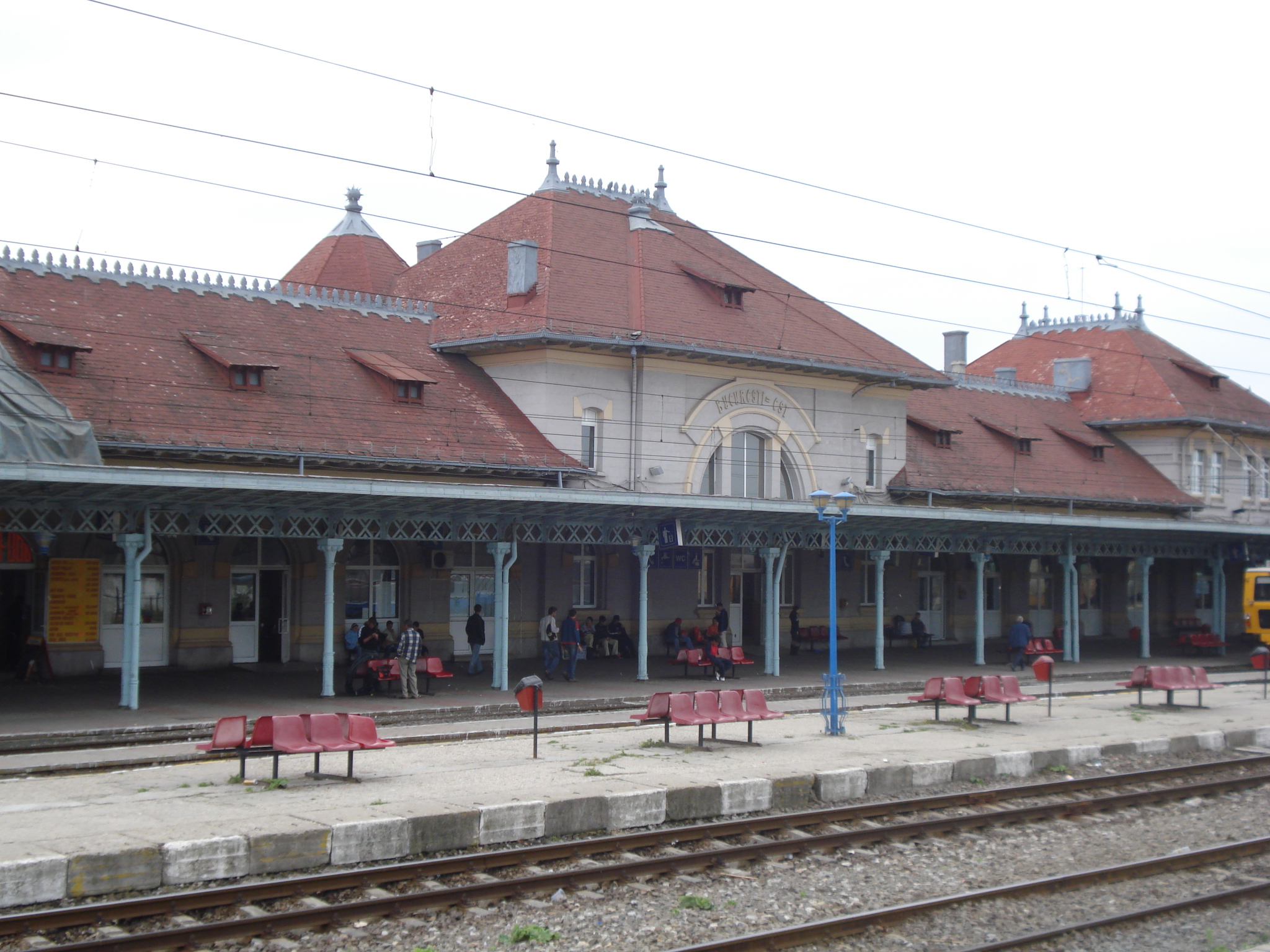
Hala gării, vedere de pe peron
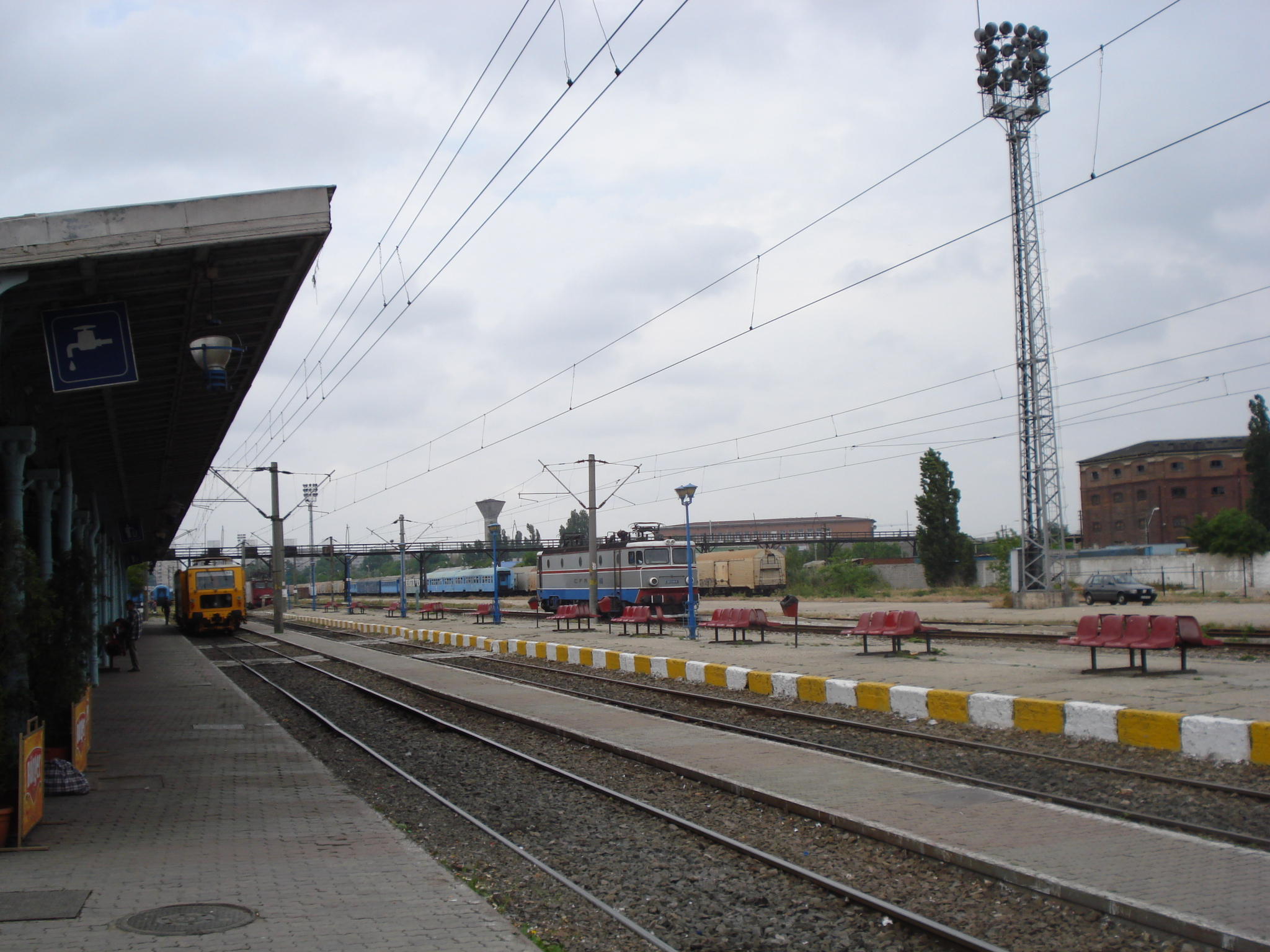
Peronul gării
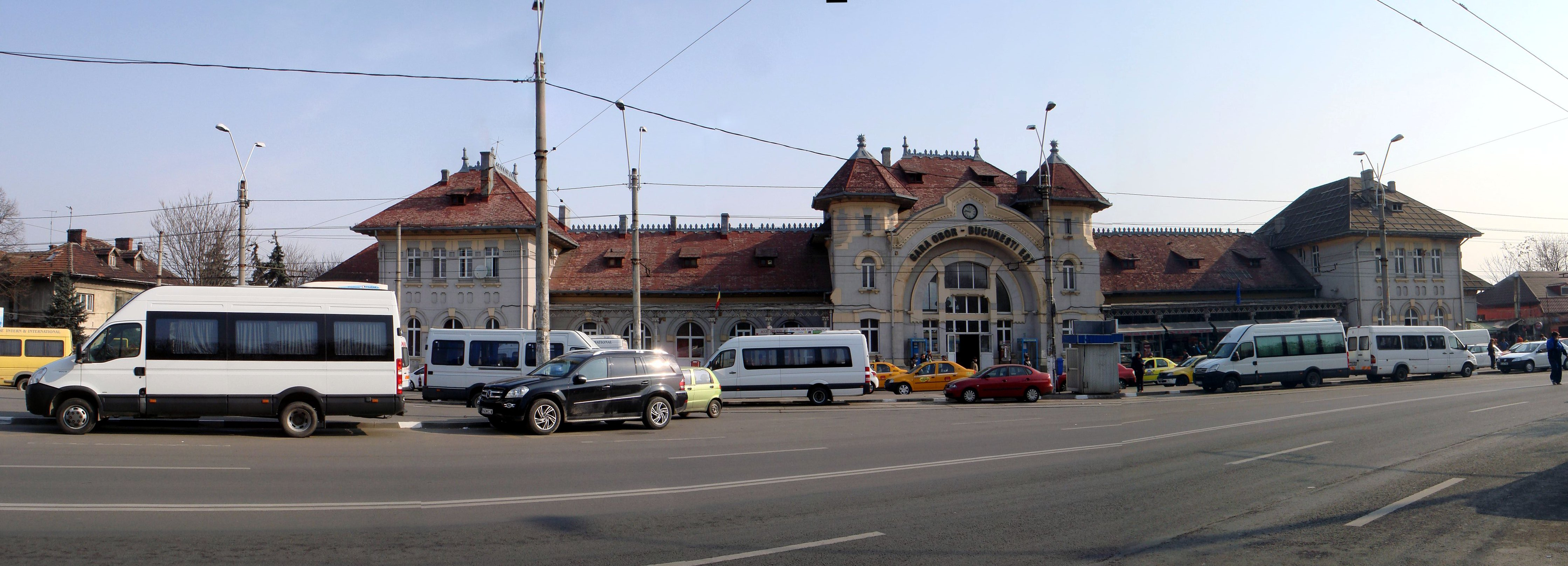
Peronul gării